# لندولیکس (کامیونیتی)، ویسکانسین
لندولیکس (به انگلیسی: Land O' Lakes) یک منطقهٔ مسکونی در ایالات متحده آمریکا است که در شهرستان ویلس، ویسکانسین واقع شده‌است. لندولیکس ۵۱۹٫۰۸ متر بالاتر از سطح دریا واقع شده‌است.